# Corythaica venusta
Corythaica venusta är en insektsart som beskrevs av Champion 1898. Corythaica venusta ingår i släktet Corythaica och familjen nätskinnbaggar. Inga underarter finns listade i Catalogue of Life.